# 세교초등학교
세교초등학교는 대한민국 경기도 평택시에 있는 공립 초등학교이다.

## 연혁
- 1997. 01. 14 세교초등학교 설립 인가
- 1997. 03. 01 12학급 인가, 초대 이달수 교장선생님 부임
- 1998. 03. 01 세교지역사회학교 시범학교 지정 (도 지정) / 23학급 편성
- 1998. 03. 17 학교급식 실시
- 1998. 07. 29 세교초등학교 증축 공사 착공 (4층)
- 1998. 11. 16 경기도교육청지정 지역사회교육시범학교 보고회
- 1999. 02. 12 제1회 졸업식(92명)
- 2000. 01. 23 제1회 아름다운학교 선정
- 2000. 03. 01 경기도교육청지정 에너지절약교육 시범학교지정
- 2001. 11. 24 도, 농간 환경조성 우수학교 표창
- 2001. 07. 05 에너지절약교육 시범학교 운영 보고회(경기도교육청지정)
- 2002. 09. 07 12개 교실 증축 완공(급식실 증축)
- 2003. 02. 28 방송시설 및 방송실 개축
- 2004. 03. 01 주 5일 수업제 시행학교 운영
- 2009. 07. 26 과학실 현대화 사업
- 2010. 04. 01 학교 숲 가꾸기 조경 공사
- 2011. 12. 31 급식실 환경 개선 공사
- 2012. 09. 25 화장실 현대화 공사
- 2013. 02. 28 도서실 현대화 사업 및 영어체험실 구축
- 2014. 07. 28 교실 및 특별실 바닥 공사(39실)
- 2014. 09. 01 제7대 박상길 교장 부임
- 2015. 02. 13 제17회 졸업장 수여식(졸업생: 247명. 총 5,066명 배출)
- 2015. 03. 01 43학급(특수 2학급 포함) 편성